# ケンタウルス座シータ星
ケンタウルス座θ星は、ケンタウルス座の恒星で2等星。

## 特徴
黄味がかった橙色の巨星で、北天のポルックスとよく似ている。他の恒星の平均的な相対速度の倍ほどの速さで動いてみえることから、天の川銀河の円盤部の外で誕生した星がたまたま太陽系の近くを通りすがっているものと考えられている。

## 名称
Theta Centauri, 略称：θ Cen。固有名メンケント (Menkent)は、アラビア語で「肩」を意味する mankib と「ケンタウルス」がラテン語化された Kentaurus を組み合わせた言葉で、「ケンタウルスの肩」を意味している。2016年8月21日に国際天文学連合の恒星の命名に関するワーキンググループ (Working Group on Star Names, WGSN) は、Menkent をケンタウルス座θ星の固有名として正式に承認した。